# Guinesisk franc
Guinesisk franc (FG, franc guinéen) är den valuta som används i Guinea i Afrika. Valutakoden är GNF. 1 Franc = 100 centimes.
Valutan infördes 1985 och ersatte syli som infördes 1971 för att ersätta den tidigare guinesiska francen som infördes 1969 att ersätta den tidigare CFA-francen.

## Användning
Valutan ges ut av Banque Centrale de la République de Guinée - BCRG som grundades 1960 och har huvudkontoret i Conakry.

## Valörer
- mynt: 1, 5, 10, 25 och 50 Franc
- underenhet: används ej, tidigare centimes
- sedlar: 100, 500, 1000 och 5000 GNF